# Carme Arrufat i Dalmau
Carme Arrufat i Dalmau   (Manresa, 1954) és una novel·lista catalana. Ha guanyat premis literaris com el Premi Mont-roig del Camp i els Premis Frederica Montseny de 1996 i 1997.

## Obres destacades
- El tren de les 7.03 (1995)
- Concert per a Rudolf Raiden (1996)
- El blues de la presonera (!997)
- Fonoll de mar (1998)
- Misteri en el Croscat (1999)
- Fades de foc (1999)
- Déus i captaires (2001)
- La torre de les hores (2001)